# Slow, It Goes
Slow, It Goes je živé EP italské progressive rockové skupiny Nosound. Vydáno bylo v roce 2007.
Nahrávka obsažená na EP Slow, It Goes byla pořízena na koncertě Nosound z 24. ledna 2007, který se konal v římském klubu Stazione Birra. Na albu je zaznamenaná celá druhá část vystoupení, jež bylo tvořeno repertoárem z desky Sol29. Původní vydání EP na CD s bonusovým videoklipem k připravovanému albu Lightdark bylo limitováno počtem 100 kusů, přičemž všechny byly podepsány skupinou. Později byla nahrávka zpřístupněna vydavatelstvím Burning Shed i ke stažení z internetu.

## Seznam skladeb
Všechny skladby napsal(i) Giancarlo Erra. 
| Pořadí         | Název                     | Délka |
| -------------- | ------------------------- | ----- |
| 1.             | Idle End                  | 8:00  |
| 2.             | Wearing Lies on Your Lips | 4:32  |
| 3.             | Overloaded                | 6:13  |
| 4.             | The Moment She Knew       | 9:22  |
| Celková délka: | Celková délka:            | 28:07 |

## Obsazení
- Nosound
  - Giancarlo Erra – zpěv, kytary
  - Paolo Martelacci – klávesy, zpěv
  - Paolo Vigliarolo – akustické a elektrické kytary
  - Alessandro Luci – baskytara
  - Gigi Zito – bicí, zpěv